# .je
.je là tên miền quốc gia cấp cao nhất (ccTLD) của Jersey được điều hành bởi Island Networks; công ty này cũng quản lý tên miền .gg cho Guernsey.